# Apple Display Connector
De Apple Display Connector (ADC) is een door Apple ontworpen variant van de standaard DVI-connector. ADC combineert analoge en digitale videosignalen, USB en voeding in één kabel. Het werd gebruikt in latere versies van het Apple Studio Display inclusief het laatste 17 inch (43 cm) CRT-model, en de meeste versies van het breedbeeld Apple Cinema Display. Op latere modellen gebruikte Apple standaard DVI-connectoren.
ADC werd voor het eerst geïmplementeerd in de Power Mac G4 en G4 Cube uit juli 2000. Met de stopzetting van de Studio Display-serie in 2004 verdwenen de schermen met een ADC-connector. De Apple Cinema Displays van 20 inch (51 cm), 23 inch (58 cm) en 30 inch (76 cm) die in juni 2004 geïntroduceerd werden hadden aparte DVI-, USB- en FireWire-connectoren en een eigen voeding. De Power Mac G5 (late 2004) met één processor was het laatste model dat nog over een ADC-poort beschikte. De stopzetting van deze Power Mac G5 in juni 2005 betekende het einde van de Apple Display Connector.
De Apple Display Connector is niet compatibel met de DVI-connector. Apple heeft een DVI-naar-ADC-adapter op de markt gebracht die de USB- en DVI-verbindingen van de computer combineerde met stroom van zijn eigen geïntegreerde voeding tot een ADC-uitgang, waardoor ADC-monitoren konden gebruikt worden met op DVI gebaseerde computers.
De ADC kan tot 100 W aan vermogen leveren, wat onvoldoende was om de meeste 19-inch (48 cm) of grotere CRT-schermen te laten werken die op grote schaal beschikbaar waren bij het debuut van ADC. ADC kan zonder adapter ook geen moderne flatscreens met DVI- of VGA-aansluitingen aansturen. Het beperkte vermogen was een belangrijke factor voor Apple om ADC te verlaten toen het 30 inch (76 cm) Apple Cinema HD Display geïntroduceerd werd.